# ریچارد گارفیلد
ریچارد چانینگ گارفیلد (به انگلیسی: Richard Channing Garfield) (زاده ۲۶ ژوئن ۱۹۶۳) ریاضی‌دان، مخترع و طراح بازی اهل آمریکا است. گارفیلد بازی سحر و جادو: گردهمایی را ایجاد کرد که به عنوان اولین بازی جمع‌آوری کارت مدرن (CCG) در نظر گرفته می‌شود. بازی در سال ۱۹۹۳ آغاز به کار کرد و موفقیت آن، باعث شد که بازی‌های بسیاری از آن تقلید کنند. گارفیلد بر رشد موفقیت‌آمیز سحر و جادو: گردهمایی نظارت داشت و آن را با سایر طراحی‌های بازی دنبال کرد. بازی‌های دیگر او Keyforge, Netrunner, BattleTech(CCG), Vampire: The Eternal Struggle, Star Wars Trading Card Game, The Great Dalmuti, آرتی‌فکت, و بازی تخته‌ای RoboRally هستند. او همچنین یک تنوع از بازی ورق Hearts به نام Complex Hearts ایجاد کرد. گارفیلد هنگامی که نخستین بار، بازی نقش آفرینی Dungeons & Dragons را بازی کرد، علاقه زیادی به این سبک بازی پیدا کرد، بنابراین او سحر و جادو: گردهمایی را طراحی کرد تا مانند شخصیت‌های نقش آفرینی قابل تنظیم باشد.

## اوایل زندگی، خانواده و تحصیلات
گارفیلد در فیلادلفیا متولد شد و بخاطر کار پدرش در زمینه معماری، کودکی خود را در بسیاری از نقاط جهان گذراند. خانواده او در دوازده سالگی در اورگن ساکن شدند. گارفیلد، نوه بزرگ رئیس‌جمهور آمریکا جیمز آبرام گارفیلد است و عموی بزرگ او، گیره کاغذ را اختراع کرد.
گارفیلد همیشه به پازل و بازی علاقه داشت و وقتی که با بازی Dungeons & Dragons آشنا شد به این سبک علاقه پیدا کرد. گارفیلد اولین بازی خود را در ۱۳ سالگی طراحی کرد.
در سال 1985, گارفیلد مدرک کارشناسی خود را در ریاضیات کامپیوتر دریافت کرد. پس از کالج، به آزمایشگاه‌های بل پیوست، اما اندکی پس از آن تصمیم به ادامه تحصیل گرفت و در دانشگاه پنسیلوانیا حضور یافت و برای دکترای خود ریاضیات ترکیبی خواند. گارفیلد زیر نظر هربرت ویلف تحصیل کرد و پی‌اچ‌دی خود را در ریاضیات ترکیبی در سال ۱۹۹۳ کسب کرد.
پایان‌نامه وی در مورد کلاس‌های باقیمانده از خانواده ترکیبی اعداد بود. اندکی پس از آن، وی یک استاد همراه ریاضیات در کالج ویتمن در والا والا، واشینگتن شد.

## حرفه طراحی بازی
او هنوز هم به‌طور پراکنده در بازی سحر و جادو: گردهمایی همکاری می‌کند. آخرین بار، او بازی‌های تخته ای Pecking Order (2006) و Rocketville (2006) را ساخت. او که در زمینه طراحی و توسعه Schizoid و Spectromancer به عنوان بخشی از Three Donkeys LLC فعالیت کرده‌است، بیشتر توجه خود را به بازی‌های ویدیویی معطوف کرده‌است. او همچنین طراح و مشاور بازی برای شرکت‌هایی از جمله الکترونیک آرتس و مایکروسافت بوده‌است.
گارفیلد در دانشگاه واشینگتن کلاسی با عنوان «مشخصات بازی ها» تدریس کرد. اکنون به عنوان بخشی از گواهینامه دانشگاه واشینگتن در زمینه طراحی بازی تدریس می‌شود.

## بازی‌های طراح کرده
فهرست بازی‌های طراحی شده توسط گارفیلد:
- سحر و جادو: گردهمایی (۱۹۹۳), بازی جمع‌آوری کارت
- RoboRally (1994), بازی تخته‌ای
- Vampire: The Eternal Struggle (1994), بازی جمع‌آوری کارت
- The Great Dalmuti (1995), بازی کارتی
- Netrunner (1996), بازی جمع‌آوری کارت
- BattleTech (1996), بازی جمع‌آوری کارت
- دیلبرت (۱۹۹۷), بازی کارتی
- Filthy Rich (1998), بازی تخته‌ای
- Twitch (1998), بازی کارتی
- Star Wars Trading Card Game (2002), بازی جمع‌آوری کارت
- Pecking Order (2006), بازی تخته‌ای
- Rocketville (2006), بازی تخته‌ای
- Stonehenge (2007), بازی تخته‌ای
- Spectromancer (2008), بازی کارتی آنلاین
- Schizoid (2008), بازی اکشن کنسول
- Kard Combat (2011), بازی آی اس او
- King of Tokyo (2011), بازی تخته‌ای
- SolForge (2012), بازی کارتی آنلاین دیجیتال
- Ghooost! (۲۰۱۳), بازی کارتی
- King of New York (2014), بازی تخته‌ای
- Treasure Hunter (2015), بازی تخته‌ای
- SpyNet (2016), بازی کارتی
- Bunny Kingdom (2017), بازی تخته‌ای
- آرتی‌فکت (۲۰۱۸), یک بازی جمع‌آوری کارت دیجیتال
- KeyForge (2018),
- Half Truth (2019),
- Carnival Of Monsters